# Міллезімо
Міллезімо (італ. Millesimo, ліг. Merexo) — муніципалітет в Італії, у регіоні Лігурія, провінція Савона.
Міллезімо розташоване на відстані близько 450 км на північний захід від Рима, 60 км на захід від Генуї, 24 км на захід від Савони.
Населення — 3429 осіб (2014).

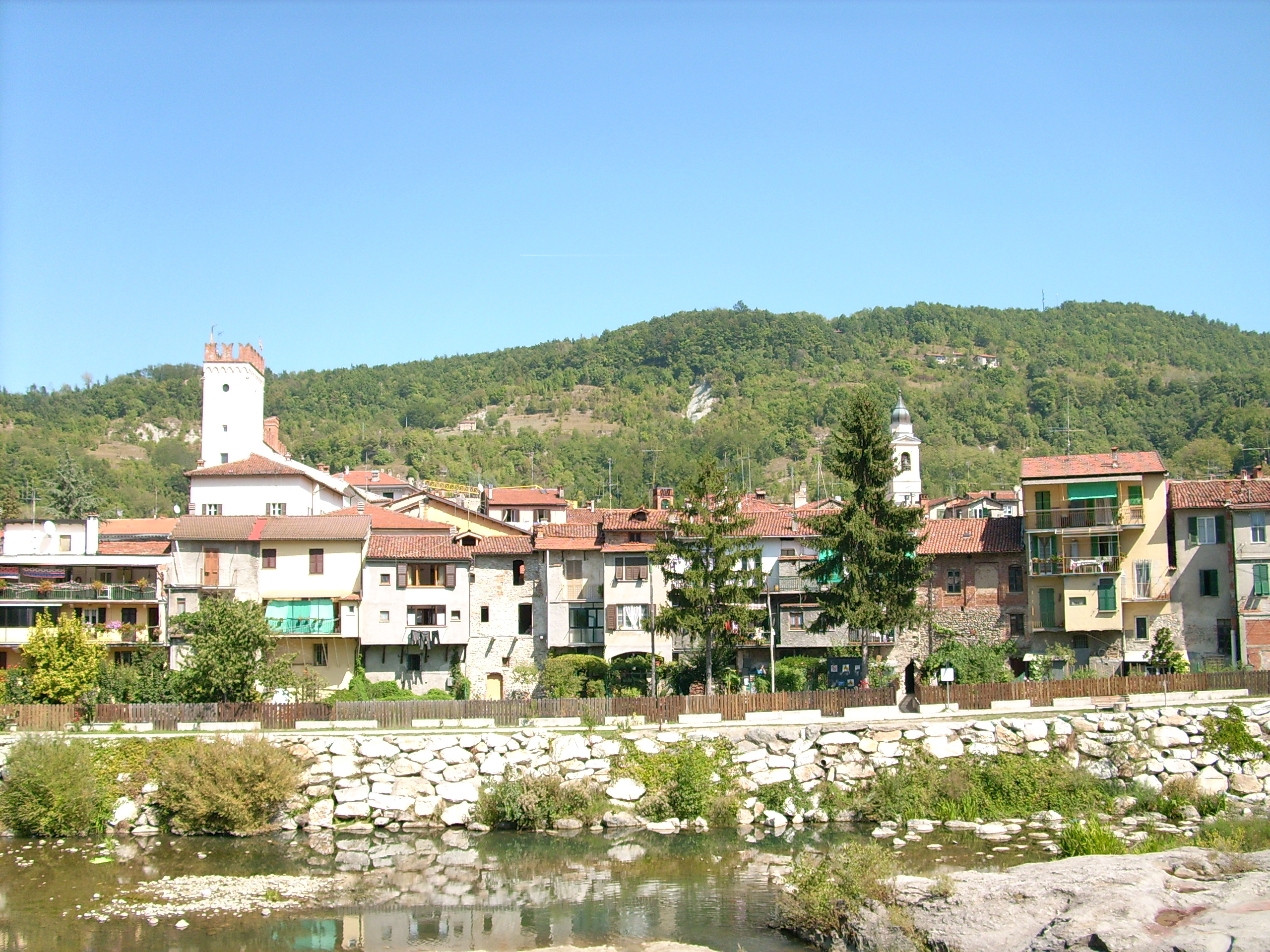

Щорічний фестиваль відбувається 16 липня. Покровитель — Madonna del Carmine.

## Демографія
Населення за роками:

Станом на 1 січня 2023 року в муніципалітеті офіційно проживали 342 іноземці з 35 країн, серед них 75 громадян країн Євросоюзу та 28 громадян України.

## Сусідні муніципалітети
- Ченджо
- Коссерія
- Муріальдо
- Озілья
- Палларе
- Плодіо
- Роккавіньяле